# Francisco Vidagany
Francisco Vidagany Hernández (ur. 19 października 1940 w Walencji) – hiszpański piłkarz, występujący na pozycji obrońcy.
Z zespołem Valencia CF zdobył mistrzostwo Hiszpanii (1971) i Copa del Generalísimo (1967). W 1969 rozegrał 4 mecze w reprezentacji Hiszpanii.